# Tu chính án Alabama thứ 2 năm 2000
Tu chính án Alabama thứ 2 năm 2000, còn được gọi là Tu chính án Alabama về Hôn nhân dị chủng, là một đề nghị tu chính hiến pháp Alabama, xóa bỏ việc cấm hôn nhân dị chủng ở bang này. Hôn nhân dị chủng đã được hợp pháp hóa trên toàn liên bang 33 năm trước vào năm 1967, sau vụ Loving v. Virginia, bởi vậy cuộc bỏ phiếu chỉ mang ý nghĩa biểu tượng. Tu chính án được thông qua với 59,5% bỏ phiếu đồng ý với tỷ lệ cách biệt là 19 điểm phần trăm, mặc dù 25 trong số 67 quận của Alabama bỏ phiếu chống. Alabama là bang cuối cùng chính thức bãi bỏ luật cấm hôn nhân dị chủng.

## Bối cảnh
Hiến pháp Alabama, thông qua vào năm 1901, chính thức cấm hôn nhân giữa người da đen và người da trắng trên toàn bang. Theo Điều IV, Mục 102, "Cơ quan lập pháp sẽ không bao giờ thông qua bất kỳ đạo luật nào cho phép hoặc hợp pháp hóa bất kỳ cuộc hôn nhân nào giữa một người da trắng và người da đen, hoặc hậu duệ của một người da đen". Tuy nhiên, hôn nhân dị chủng đã được hợp pháp hóa ở Alabama kể từ năm 1967, khi Tối cao Pháp viện Hoa Kỳ bãi bỏ luật chống hôn nhân dị chủng của bang Virginia trong một phán quyết định mang tính bước ngoặt, Loving v. Virginia. Do đó, việc sửa đổi này chỉ mang tính biểu tượng chứ không thay đổi chính sách thực tế nào.
Tu chính án thứ 2 là một tu chính án hiến pháp, phê chuẩn thông qua trưng cầu dân ý lập pháp vào ngày 7 tháng 11 năm 2000, được đề xuất bởi Đạo luật số 1999–321. Một dự luật vào năm 1998 trước đó cùng về chủ đề này đã chết yểu tại ủy ban lập pháp. Ngôn từ sử dụng trong tu chính án được điều chỉnh để tránh vô tình hợp pháp hóa hôn nhân đồng giới.

## Các ý kiến ủng hộ và phản đối
The Anniston Star tán thành việc sửa đổi hiến pháp, gọi đây là "điều hiển nhiên" ("no-brainer") và cho rằng hiến pháp hiện tại là một "sự xấu hổ khủng khiếp".
Tổng chưởng lý Alabama đương nhiệm Bill Pryor tán thành việc sửa đổi, viết rằng tu chính án sẽ bãi bỏ một phần "phân biệt chủng tộc và vô đạo đức" của hiến pháp và rằng từ chối sửa đổi sẽ dẫn đến cái nhìn tiêu cực về Alabama, tổn hại đến nền kinh tế của bang.
2 tổ chức Sons of Confederate Veterans và United Daughters of the Confederacy không tán thành sửa đổi, nhưng cũng không phản đối điều này.
Sự phản đối chính đến từ Southern Party (Đảng miền Nam), một đảng chính trị nhỏ cũng tìm cách thành lập miền Nam Hoa Kỳ như một quốc gia độc lập, và từ Ủy ban Hành động Chính trị Di sản Liên minh miền Nam Hoa Kỳ (Confederate Heritage Political Action Committee). Nhà hoạt động Michael Chappell, một thành viên nổi bật của Ủy ban này, cho biết ông phản đối việc sửa đổi vì không tin vào hôn nhân di chủng và muốn sử dụng vấn đề này để khuyến khích, cổ vũ những người ủng hộ Liên minh miền Nam khác tham gia các chiến dịch trong tương lai. Chappell sau này đã cố gắng đảo ngược tu chính án ở tòa án.

## Nội dung
Tu chính án xuất hiện trên lá phiếu như sau:
| Proposed Statewide Amendment Number 2 Proposing an amendment to the Constitution of Alabama of 1901, to abolish the prohibition of interracial marriages. (Proposed by Act No. 1999-321) | Đề xuất sửa đổi Hiến pháp bang thứ 2 Đề xuất sửa đổi Hiến pháp Alabama năm 1901, bãi bỏ việc cấm hôn nhân dị chủng. (Đề xuất bởi Đạo luật số 1999-321) |
| | |

Tu chính án sửa đổi nội dung Điều IV, Mục 102 của hiến pháp Alabama, trước đây có ghi "Các luật về hôn nhân dị chủng. Cơ quan lập pháp sẽ không bao giờ thông qua bất kỳ đạo luật nào cho phép hoặc hợp pháp hóa bất kỳ cuộc hôn nhân nào giữa một người da trắng và người da đen, hoặc hậu duệ của một người da đen", bằng cách bổ sung câu "Mục này đã bị bãi bỏ bởi Tu chính án số 667."

## Kết quả
| Phiếu     | Số phiếu  | %      |
| --------- | --------- | ------ |
| Thuận     | 801,725   | 59.49  |
| Chống     | 545,933   | 40.51  |
| Tổng cộng | 1,347,658 | 100.00 |

Việc sửa đổi đã được thông qua với khoảng 60% phiếu bầu. 25 quận với tỷ lệ dân da trắng cao bỏ phiếu chống, trong khi các khu vực đô thị và các quận có nhiều người da đen đã bỏ phiếu ủng hộ. 73% cử tri Alabama năm 2000 là người da trắng và 25% là người da đen, có nghĩa là tu chính án này đã nhận được sự ủng hộ đáng kể từ các cử tri da trắng, với tỷ lệ ủng hộ và phản đối bằng nhau. Điều này được ghi nhận là một "sự thay đổi đáng kể trong thái độ của người da trắng" trong cuốn sách Alabama in the Twentieth Century.

## Phân tích và ảnh hưởng
Vào năm 1967, khi vụ Loving v. Virginia diễn ra, có 16 bang vẫn còn luật chống hôn nhân dị chủng. Alabama là bang cuối cùng trong số này chính thức bãi bỏ luật chống hôn nhân dị chủng, sau South Carolina vào năm 1998. Việc tu chính án được thông qua đã nhận được sự chú ý đáng kể từ giới truyền thông, bao gồm The Boston Globe, the Chicago Tribune, USA Today, The Wall Street Journal, The Washington Post, và Los Angeles Times. Sự kiện cũng khuyến khích các bang khác loại bỏ ngôn ngữ phân biệt chủng tộc khỏi hiến pháp, bao gồm cả luật ngăn cản người châu Á sở hữu tài sản ở New Mexico và Kansas. Năm 2002, Oregon bãi bỏ luật cấm người da đen, có từ năm 1857.
Viết trên Montgomery Advertiser, Quin Chattmon cho rằng trong khi đây là điều tốt, thật đáng tiếc là tu chính án đã bị 40% dân số phản đối. Chattmon viết rằng thật khó tưởng tượng sao người dân lại có thể bỏ phiếu chống và rằng trong khi tu chính án đã giành được sự ủng hộ từ nhiều cử tri da trắng, vẫn còn nhiều việc phải làm để cải thiện mối quan hệ sắc tộc.
Việc sửa đổi đã bị phản đối trong vụ Chappell v. State. Michael Chappell đệ đơn khiếu nại vào ngày 29 tháng 9 năm 2000, cho rằng tu chính án không hợp lệ, vì không được mô tả đúng trên lá phiếu. Chappell cũng cho rằng tu chính án trên là mơ hồ và không cần thiết. Ban đầu, Chappell tìm cách xin lệnh cấm trước khi cuộc bầu cử diễn ra, và sau đó tìm cách lật ngược sau khi cuộc bầu cử đã được tổ chức. Khiếu nại của Chappell đã bị bác bỏ tại tòa án.
Luật cấm hôn nhân dị chủng của Alabama được so sánh với luật cấm hôn nhân đồng giới, đặc biệt là sau khi điều này cũng bị Tối cao Pháp viện Hoa Kỳ cho là vi hiến trong vụ Obergefell v. Hodges năm 2015. Vào năm 2006, khoảng 81% cử tri Alabama bỏ phiếu sửa đổi hiến pháp bang, định nghĩa hôn nhân là "mối quan hệ độc nhất giữa một người đàn ông và một người phụ nữ", đồng nghĩa với việc cấm hôn nhân đồng giới ở Alabama.

## Trích dẫn
1. 1 2  "Results" (PDF). Secretary of State of Alabama. 2000. Truy cập ngày 10 tháng 11 năm 2020.
2. 1 2  "Alabama Interracial Nuptial Ban Nears End". Los Angeles Times. Associated Press. ngày 3 tháng 6 năm 1999. Truy cập ngày 12 tháng 3 năm 2022.
3. 1 2  Owens, Gene (ngày 23 tháng 10 năm 2000). "Alabama Voters To Decide Fate Of Miscegenation Ban". The Pew Charitable Trusts. Truy cập ngày 10 tháng 11 năm 2020.
4. 1 2  Mzezewa, Tariro (ngày 19 tháng 9 năm 2021). "Alabama Begins Removing Racist Language From Its Constitution". The New York Times. Truy cập ngày 12 tháng 3 năm 2022.
5. 1 2  Srikanth, Anagha (ngày 12 tháng 6 năm 2020). "The origins of Loving Day explained". The Hill (bằng tiếng Anh). Truy cập ngày 10 tháng 11 năm 2020.
6. ↑  Marshall, Andrew (ngày 26 tháng 6 năm 1999). "Dragging Alabama to the altar". The Independent (bằng tiếng Anh). Truy cập ngày 12 tháng 3 năm 2022.
7. ↑  Novkov, Julie (2008). Racial Union: Law, Intimacy, and the White State in Alabama, 1865-1954. University of Michigan Press. tr. 1. ISBN 9780472098859.
8. 1 2  "Proposed Constitutional Amendments". Alabama Secretary of State. Truy cập ngày 10 tháng 11 năm 2020.
9. ↑  Cabell, Brian (ngày 12 tháng 3 năm 1999). "Alabama considers lifting interracial marriage ban". CNN. Truy cập ngày 7 tháng 11 năm 2021.
10. 1 2  Minchin, Timothy (tháng 7 năm 2013). ""A sharp break from the recent past"? Assessing the Rise in Interracial Marriage in the Contemporary United States". Australasian Journal of American Studies. 32 (1): 40. JSTOR 43863825. Truy cập ngày 18 tháng 11 năm 2021.
11. ↑  "Amendments". The Anniston Star. Anniston, Alabama. ngày 3 tháng 11 năm 2000. tr. 6.
12. ↑  Pryor, Bill (ngày 13 tháng 10 năm 2000). "Voters should repeal marriage ban". The Montgomery Advertiser. Montgomery, Alabama. tr. 12.
13. ↑  "Amendment 2". The Anniston Star. Anniston, Alabama. ngày 11 tháng 9 năm 2000. tr. 4.
14. ↑  Campbell, Duncan (ngày 3 tháng 11 năm 2000). "Alabama votes on removing its ban on mixed marriages". The Guardian. Truy cập ngày 7 tháng 11 năm 2021.
15. 1 2  "Alabama Legislation Ninth Edition" (PDF). Alabama Legislative Services Agency. tháng 11 năm 2018. tr. 285–288. Bản gốc (PDF) lưu trữ ngày 7 tháng 11 năm 2021. Truy cập ngày 12 tháng 3 năm 2022.
16. 1 2  Richter, Jeremy W. (2015). "Alabama's Anti-Miscegenation Statutes". Alabama Review. 68 (4): 345–365. doi:10.1353/ala.2015.0033. S2CID 155583225. Truy cập ngày 18 tháng 11 năm 2021.
17. ↑  Suzy Hansen (ngày 8 tháng 3 năm 2001). "Mixing it up". Salon. Lưu trữ bản gốc ngày 14 tháng 4 năm 2016. Truy cập ngày 10 tháng 11 năm 2020.
18. ↑  "Alabama removes ban on interracial marriage". USA Today. ngày 7 tháng 11 năm 2000. Bản gốc lưu trữ ngày 14 tháng 9 năm 2002. Truy cập ngày 10 tháng 11 năm 2020.
19. 1 2  Novkov, Julie (2008). Racial Union: Law, Intimacy, and the White State in Alabama, 1865-1954. University of Michigan Press. tr. 277. ISBN 9780472098859.
20. ↑  Flynt, Wayne (2004). Alabama in the Twentieth Century. Tuscaloosa, Alabama: University of Alabama Press. tr. 369. ISBN 9780817381868. Truy cập ngày 18 tháng 11 năm 2021.
21. ↑  "Laws that Banned Mixed Marriages". Ferris State University, Michigan (bằng tiếng Anh). tháng 5 năm 2020. Truy cập ngày 12 tháng 3 năm 2022.
22. 1 2  Lopez, German (ngày 13 tháng 2 năm 2015). "Alabama used the states' right argument to ban marriages before — for interracial couples". Vox (bằng tiếng Anh). Truy cập ngày 12 tháng 3 năm 2022.
23. 1 2 3  Prengaman, Peter (ngày 29 tháng 9 năm 2002). "Oregon to Vote on Racist Words". Associated Press. Truy cập ngày 21 tháng 11 năm 2021.
24. ↑  Novkov, Julie (2008). Racial Union: Law, Intimacy, and the White State in Alabama, 1865-1954. University of Michigan Press. tr. 276. ISBN 9780472098859.
25. ↑  Davis, Alex (ngày 7 tháng 11 năm 2002). "Racist language draws reactions". Statesman Journal. Truy cập ngày 21 tháng 11 năm 2021.
26. ↑  Quin, Chattmon (ngày 30 tháng 11 năm 2000). "Race relations still need work". Montgomery Advertiser. Montgomery, Alabama. tr. 8.
27. ↑  Blake, Aaron (ngày 5 tháng 2 năm 2015). "Alabama was a final holdout on desegregation and interracial marriage. It could happen again on gay marriage". The Washington Post. Truy cập ngày 10 tháng 11 năm 2020.